# 北海学園札幌高等学校
北海学園札幌高等学校（ほっかいがくえんさっぽろこうとうがっこう、英: Hokkai Gakuen Sapporo High School）は、北海道札幌市豊平区旭町4丁目1-42にある私立高等学校。

## 概要
1920年、北海中学校校長の戸津高知が北海中学校の一部を使用して甲種の札幌商業学校として創立。
1937年9月に同校の南隣に校舎を新築して移転。
1944年、工業科に転換して札幌豊陵工業学校となったが1946年には商業科が復活。
1948年の学制改革で商業科が札幌商業高等学校、工業科が札幌豊陵工業高等学校となった。札幌豊陵工業高等学校は1952年3月の卒業生で生徒が居なくなり、1955年に正式に廃校となった。
1964年1月豊平区へ移転。
1986年に男女共学制への移行がなされ、2004年には商業科の募集を停止し北海学園札幌高等学校と改称、校歌・制服も刷新されてこれまでの商業校から進学校へと転換が図られた。

## 教育目標
21世紀社会のリーダーとなりうる、国際感覚を備えた人材育成を図る。
- 自立・共生の心を養う教育
- 生きるテーマを探究し個性ある人間を養う教育

## 沿革
- 1920年 - 甲種実業学校設立認可。札幌商業学校として開校。
- 1922年 - 予科・本科の二部制を廃止。五学年編成とする。
- 1931年 - 屋内体操場落成。
- 1933年 - 新制服制定（紺の背広・黒ネクタイ）。
- 1937年 - 新校舎（木造）落成。
- 1939年 - 第二本科（夜間商業科）新設。
- 1940年 - 創立二十周年記念事業校庭築造。
- 1944年 - 転換命令にて札幌豊陵工業学校となる。
- 1946年 - 商業学校に復活。
- 1948年 - 学制改革により札幌商業高等学校となる。
- 1955年 - 札幌豊陵工業高等学校廃校届。
- 1963年 - 新校舎落成。
- 1965年 - 語学演習装置（LL）設置。
- 1969年 - 新体育館落成。
- 1973年 - 定時制課程廃止。
- 1986年 - 女子生徒募集開始。（男女共学制へ移行）
- 1994年 - 校舎直結の地下鉄駅「学園前」が完成する。
- 2004年 - 北海学園札幌高等学校と改称。商業科募集停止。
- 2006年 - 商業科生徒が卒業により普通科のみとなる。
- 2007年 - 第1期生が卒業。
- 2014年 - 既存の特進コース・総合進学コースに加え、グローバルコース・メディカルプレップコースを新設。

## 年間行事
- 4月　始業式・入学式・生徒会入会式・健康診断・映画学習
- 5月　選手宣誓式・開校記念日
- 6月　生徒総会・前期中間テスト・GLOBAL VILLAGE（宿泊研修）
- 7月　支笏湖遠足・教育懇談会・学校祭・進学講習・チューター講習
- 8月　勉強合宿（2年）
- 9月　体育大会・前期期末テスト・HGSセイフティディ・オープンスクール
- 10月　前期修了式・芸術鑑賞・後期始業式・生徒会役員選挙・避難訓練
- 11月　後期中間考査（1・2年）
- 12月　研修旅行（2年）・学年末考査（3年）・成績懇談会・総合学習発表会・冬休み・進学講習・チューター講習
- 1月　進学講習・推薦、専願入学試験
- 2月　一般入学試験
- 3月　学年末試験（1・2年）・卒業式・修了式・春休み

## 学校の様子
元商業高校だけあって、会計学の教師もおり選択教科に会計学の演習もある。
また、国際理解教育に柱を据えており、CALLシステムを活用した英語力を養う授業や外国人教諭による直接指導、英語の他に中国語の選択教科もあり国際理解・異文化理解のための学習プログラムが用意されている。

## 部活動
- 運動部
  - ゴルフ部（男・女）
  - サッカー部（男）
  - 少林寺拳法部（男・女）
  - スキー部（男・女）
  - 相撲部（男）
  - 硬式テニス部（男・女）
  - バスケットボール部（男・女）
  - バドミントン部（男・女）
  - ボクシング部（男）
  - 陸上ホッケー部（男・女）
  - 硬式野球部 （男）
  - 陸上部 （男・女）
  - 卓球部 （男・女）
  - バレーボール部 （女）
  - 空手道部（男）
  - 剣道部（男）
  - 山岳部(男・女)
  - 水泳部（男）
  - 自転車競技部(男・女)
  - 射撃部(男・女)
  - 銃剣道部(男・女)
  - 柔道部（男）
  - 卓球部（男）
  - バレーボール部（男）
  - 軟式野球部（男）
  - ラグビー部（男）
  - 陸上部（男）
  - レスリング部(男・女)
- 文化部
  - 生徒会 （男・女）
  - インターナショナルクラブ（男・女）
  - 青少年赤十字団（男・女）
  - 放送局（男・女）
  - 図書局 （男・女）
  - 茶道部（男・女）
  - 簿記部（男・女）
  - 競技かるた部(男・女)
  - 自然科学部(男・女)
  - アニメーション部（男・女）
  - 吹奏楽部（男・女）
  - 美術部 （男・女）
  - 文学研究部（男・女）
  - 弁論部（男・女）
  - 珠算部（男・女）
  - マルチメディア研究部（男・女）
  - ディベート部（男・女）
  - 演劇部(男・女)
  - 音楽部（男・女）
  - 理化学研究部(男・女)
  - 応援団(男・女)
  - 新聞研究会(男・女)

### 特筆される成績
- ゴルフ部（男・女）

・男子
全国高等学校ゴルフ選手権大会へ団体26回出場している。個人でも主要大会にて優秀な成績を収めている。また、北海道高等学校ゴルフ連盟事務局は本校内に設置されている。
1981年全国高等学校ゴルフ選手権大会団体出場
1982年全国高等学校ゴルフ選手権大会団体出場
1983年全国高等学校ゴルフ選手権大会団体出場
1984年全国高等学校ゴルフ選手権大会団体出場（第10位）
2001年第21回全国高等学校ゴルフ選手権大会団体出場
2002年第22回全国高等学校ゴルフ選手権大会団体出場
2003年第23回全国高等学校ゴルフ選手権大会団体出場
2004年第24回全国高等学校ゴルフ選手権大会団体出場
2005年第25回全国高等学校ゴルフ選手権大会団体出場
2006年第26回全国高等学校ゴルフ選手権大会団体出場
2007年第27回全国高等学校ゴルフ選手権大会団体出場
2008年第29回全国高等学校ゴルフ選手権大会団体出場
2009年第30回全国高等学校ゴルフ選手権大会団体出場
2010年第31回全国高等学校ゴルフ選手権大会団体出場
2011年第32回全国高等学校ゴルフ選手権大会団体出場
2012年第33回全国高等学校ゴルフ選手権大会団体出場
・女子
全国高等学校ゴルフ選手権大会へ団体26回出場している。個人でも主要大会にて優秀な成績を収めている。また、北海道高等学校ゴルフ連盟事務局は本校内に設置されている。
2012年第33回全国高等学校ゴルフ選手権大会団体出場
- 少林寺拳法部（男・女）

2011年第15回全国高等学校選抜少林寺拳法大会団体演武の部出場
- スキー部（男・女）

1923年徒歩部に陸上・スキー・スケート・水泳が含まれ発足。1926年にスキー部・水泳部が独立し現在に至る。個人・団体共に各主要大会にて優勝を果たしている。日本代表選手・オリンピック代表選手を多数輩出している。
1964年全国高等学校スキー大会団体優勝
1965年全国高等学校スキー大会団体優勝
- 相撲部（男）

1933年全国高等学校相撲選手権大会団体出場（準決勝進出）
1966年剛健国体団体出場
1982年第66回全国選抜高等学校相撲金沢大会団体出場（準決勝進出）
1994年第72回全国高等学校相撲選手権大会団体出場
1999年第77回全国高等学校相撲選手権大会団体出場
2001年第79回全国高等学校相撲選手権大会団体出場
2002年第80回全国高等学校相撲選手権大会団体出場
2003年第81回全国高等学校相撲選手権大会団体出場
2005年第83回全国高等学校相撲選手権大会団体出場
2007年第91回全国選抜高等学校相撲金沢大会団体出場、第85回全国高等学校相撲選手権大会団体出場
2008年第86回全国高等学校相撲選手権大会団体出場
2009年第93回全国選抜高等学校相撲金沢大会団体出場（ベスト16進出）、第87回全国高等学校相撲選手権大会団体出場
2010年第94回全国選抜高等学校相撲金沢大会団体出場、第88回全国高等学校相撲選手権大会団体出場
- 硬式テニス部（男・女）

1942年第13回明治神宮国民錬成大会出場
1954年第26回全国高等学校テニス選手権大会男子団体出場
1972年第62回全国高等学校テニス選手権大会男子団体出場
1973年第63回全国高等学校テニス選手権大会男子団体出場
1974年第64回全国高等学校テニス選手権大会男子団体出場
- バスケットボール部（男・女）

1943年全国高等学校男子バスケットボール選手権大会出場
- バドミントン部（男・女）

1950年第1回全国高等学校バドミントン選手権大会男子団体出場
1965年第16回全国高等学校バドミントン選手権大会男子団体出場（2回戦進出）
- ボクシング部（男）

1963年第17回全国高等学校総合体育大会ボクシング競技大会団体出場（準決勝進出）
1964年第18回全国高等学校総合体育大会ボクシング競技大会団体出場（ベスト8進出）
1967年第21回全国高等学校総合体育大会ボクシング競技大会団体出場
- 陸上ホッケー部（男・女）

1928年6月創部。全国高等学校ホッケー選手権大会優勝4回、国体優勝4回。
・男子
1937年第1回全国高等学校ホッケー選手権大会優勝、明治神宮大会優勝
1947年第10回全国高等学校ホッケー選手権大会優勝、石川国体優勝
1948年第11回全国高等学校ホッケー選手権大会優勝、福岡国体優勝
1956年第19回全国高等学校ホッケー選手権大会出場（ベスト8進出）
1961年第24回全国高等学校ホッケー選手権大会出場（第3位）、秋田国体優勝
1963年第26回全国高等学校ホッケー選手権大会出場（第3位）、山口国体出場（第3位）
1964年新潟国体優勝
1966年第29回全国高等学校ホッケー選手権大会優勝
1973年第36回全国高等学校ホッケー選手権大会出場（ベスト16進出）
1996年ひろしま国体出場
1997年第60回全国高等学校ホッケー選手権大会出場、なみはや国体出場（準決勝進出）
2000年第31回全国高等学校選抜ホッケー大会出場
2002年第33回全国高等学校選抜ホッケー大会出場、全国高等学校ホッケー選手権大会出場
2003年第34回全国高等学校選抜ホッケー大会出場、NEW!!わかふじ国体出場
2004年全国高等学校ホッケー選手権大会出場（ベスト16進出）
2006年第37回全国高等学校選抜ホッケー大会出場（ベスト8進出）
2007年第70回全国高等学校ホッケー選手権大会出場（ベスト16進出）
2009年第72回全国高等学校ホッケー選手権大会出場
2010年第41回全国高等学校選抜ホッケー大会出場、第73回全国高等学校ホッケー選手権大会出場
2011年第74回全国高等学校ホッケー選手権大会出場
2012年第43回全国高等学校選抜ホッケー大会出場、第75回全国高等学校ホッケー選手権大会出場
2013年第44回全国高等学校選抜ホッケー大会出場（ベスト8進出）、第76回全国高等学校ホッケー選手権大会出場、第68回国民体育大会出場
・女子
2007年第49回全国高等学校ホッケー選手権大会出場
2008年第39回全国高等学校選抜ホッケー大会出場、第50回全国高等学校ホッケー選手権大会出場
2009年第51回全国高等学校ホッケー選手権大会出場
2010年第41回全国高等学校選抜ホッケー大会出場、第52回全国高等学校ホッケー選手権大会出場
2011年第53回全国高等学校ホッケー選手権大会出場
- 硬式野球部 （男）

北海道地区での春夏甲子園通算出場回数で、北海高（55回）・函館大有斗高（13回）・駒大苫小牧高（11回）に次ぐ出場回数10回（札幌商高時代を含む）。1980年夏を最後に甲子園には出場していない（そのうち、後の同校校長となった中島憲二は選手として1回・監督として6回の甲子園出場）。
1931年第17回全国中等学校優勝野球大会出場（ベスト8進出。このときの嘉義農林学校との試合が、台湾映画『KANO 1931海の向こうの甲子園』で取り上げられている）
1934年第20回全国中等学校優勝野球大会出場
1958年第40回全国高等学校野球選手権大会出場
1961年第43回全国高等学校野球選手権大会出場
1973年第55回全国高等学校野球選手権大会出場
1974年第5回明治神宮野球大会高校の部出場（ベスト4進出）
1975年第47回選抜高等学校野球大会出場（2回戦進出）、第6回明治神宮野球大会高校の部出場
1976年第48回選抜高等学校野球大会出場
1977年第59回全国高等学校野球選手権大会出場
1979年第61回全国高等学校野球選手権大会出場
1980年第62回全国高等学校野球選手権大会出場（3回戦進出）
- 吹奏楽部（男・女）

当時、北海道の中等学校で初めて創部した歴史ある部である。
2010年第55回全日本吹奏楽コンクール高等学校B編成の部出場
- 珠算部（男・女）

1947年第1回全国高等学校珠算競技大会団体優勝
1948年第2回全国高等学校珠算競技大会団体出場（準優勝）
1952年第6回全国高等学校珠算競技大会団体出場
1953年第7回全国高等学校珠算競技大会団体出場
1956年第10回全国高等学校珠算競技大会団体出場
1957年第11回全国高等学校珠算競技大会団体出場
- ディベート部（男・女）

2007年第12回全国中学・高校ディベート選手権出場
- 空手道部（男）

1980年全国高等学校総合体育大会空手道競技大会団体出場（2回戦進出）
- 剣道部（男）

1925年第6回全国中等学校剣道大会出場（準優勝）
- 射撃部(男・女)

1942年第13回明治神宮国民錬成大会出場
- 銃剣道部(男・女)

1942年第13回明治神宮国民錬成大会（ベスト8進出）
- 卓球部（男）

1933年第3回全国高等学校総合体育大会卓球競技大会団体出場（ベスト4進出）
1936年第6回全国高等学校総合体育大会卓球競技大会団体出場（3回戦進出）
1938年第8回全国高等学校総合体育大会卓球競技大会団体出場（ベスト8進出）
- 軟式野球部（男）

1960年第5回全国高等学校軟式野球選手権大会出場、熊本国体出場
1969年第14回全国高等学校軟式野球選手権大会出場、創造国体優勝
1977年第22回全国高等学校軟式野球選手権大会出場（準決勝進出）
1980年第25回全国高等学校軟式野球選手権大会出場、栃の葉国体出場
1982年第27回全国高等学校軟式野球選手権大会出場（準決勝進出）、くにびき国体出場
- ラグビー部（男）

1934年第17回全国高等学校ラグビーフットボール大会出場（ベスト8進出）
1940年第23回全国高等学校ラグビーフットボール大会出場
1966年剛健国体出場
- 理化学研究部(男・女)

1964年日本学生科学賞特別賞受賞
- 陸上部（男）

1932年第18回全国中等学校陸上競技大会団体総合6位入賞
1952年第3回全国高等学校駅伝競走大会出場

## 著名な出身者・学校関係者

### 出身者
- 井原栄松 - 元北海道鶴居村村長
- 梅沢健三 - 元北海道千歳市市長
- 高木繁光 - 北海道消防協会会長、元日本消防協会会長、元自民党8期北海道議会議員
- 浜森辰雄 - 元北海道稚内市市長
- 松橋忠光 - 元警視監、ノンフィクション作家
- 阿座上洋吉 - 経営学者
- 金巻賢字 - 元札幌商業高等学校校長、元小樽商科大学短期大学部教授
- 菅原勝伴 - 北海学園大学名誉教授、元北海道大学法学部・農学部非常勤講師、元小樽商科大学非常勤講師
- 沢田誠一 - 作家
- 桂川寛 - 画家
- 蓬田やすひろ - イラストレーター
- 荒谷正雄 - 札幌交響楽団指揮者
- 鈴木清三 - オーボエ奏者、元桐朋学園大学名誉教授
- 西村朝香 - ミュージシャン・タレント、元ZONE
- 5代目柳亭痴楽 - 落語家（札幌商業中退）
- 草刈滉一 - 元俳優
- 伊藤沙菜 - ローカルタレント
- 木村愛里 - タレント
- 尾花仙朔 - 詩人
- 佐々木たくお - タレント（札幌商業中退）
- 坪川武光 - 元スキークロスカントリー、1932年レークプラシッドオリンピック日本代表選手
- 益子峰行 - 元スキージャンプ、札幌オリンピック日本代表選手
- 角田幸司 - 元スキージャンプ、インスブルックオリンピック日本代表選手
- 敦賀栄 - 元スキージャンプ、1980年レークプラシッドオリンピック日本代表選手（腰痛により出場せず）
- 湯浅直樹 - アルペンスキー日本代表選手、トリノオリンピック日本代表選手
- 久保信 - フィギュアスケート選手、第1回全日本フィギュアスケート選手権男子シングル優勝者、元北海道スケート連盟会長
- 有坂隆祐 - フィギュアスケート選手、第11〜12回・15〜16回・19回全日本フィギュアスケート選手権男子シングル優勝者（北海に転校）
- 新保鋭 - 元スピードスケート、インスブルックオリンピック日本代表選手
- 亀海喜寛 - プロボクサー、元日本スーパーライト級王者
- 鈴木康弘 - アマチュアボクシング選手、ロンドンオリンピックウェルター級日本代表
- 長岡宗一 - 元北海道ボクシングジム経営者、暴力団・北海道同志会初代会長
- 佐川直行 - 元プロ野球スカウト（札幌商業旧制）
- 当銀秀崇 - プロ野球、元阪急ブレーブス選手・現北海道日本ハムファイターズスカウト
- 佐藤博正 - プロ野球、元ロッテオリオンズ選手
- 内田ことこ - 女子プロゴルファー

### 関係者
- 戸津高知 - 1920年校長
- 大森初太郎 - 1948年校長
- 金巻賢字 - 1948年校長
- 大森初太郎 - 1955年校長
- 中嶋健一 - 1956年校長
- 野口祥昌 - 1959年校長
- 深田博司 - 1970年校長
- 大竹不二男 - 1991年校長
- 中島憲二 - 2001年校長
- 大久保正 - 2009年校長
- 大西修夫 - 2014年校長

## 系列校
- 北海学園大学
- 北海商科大学
- 北海高等学校